# ヴァーヴィル・スペリー M-1
ヴァーヴィル・スペリー M-1 メッセンジャー
飛行船係留用のフックをつけたメッセンジャー
- 用途：連絡機
- 分類：複葉機
- 設計者：アルフレッド・V・ヴァーヴィル
- 製造者：スペリー
- 初飛行：1921年
- 生産数：42機

ヴァーヴィル・スペリー M-1 メッセンジャー（Verville-Sperry M-1 Messenger）は1920年代のアメリカ陸軍の連絡機である。アメリカ陸軍航空隊の技術部門で働いていたアルフレッド・V・ヴァーヴィル(Alfred V. Verville)が設計し、スペリー社で製作された。後にアメリカ陸軍航空隊によって M-1 および MAT と命名された。1920年から1926年の間に約50機が製作され、2座席型の民間用のスポーツ機も製作された。
1921年に、アメリカ陸軍航空隊は連絡用に簡素な構造の単座複葉機を設計した。スペリー メッセンジャーとしてスペリー飛行機会社(Sperry Aircraft Company) で製造された。60馬力のローレンスL-4型エンジンを搭載した複葉機で、固定脚、尾そりの機体であった。1924年にアメリカ陸軍航空隊はM-1、M-1A、MATと命名した。
1923年にはローレンス・スペリーがフランスからイギリスへのドーバー海峡の横断を試みるのに使い、行方不明になった。小さな寸法、簡単な構造、安価なコストは連絡機の用途の他に、実験用の機体として広く用いられた。1923年から1929年の間、NACAの空力のパイオニア的な研究に用いられた。12機が無線操縦の飛行爆弾に改造された。1924年12月15日には陸軍の軟式飛行船TC-3に係留され、飛行中の飛行船からの離脱と回収に初めて成功した。

## 派生型
- Messenger の名称で42機が作られた。後にアメリカ陸軍はM-1、M-1A、MATと命名した。
- M-1 ：連絡用途機、26機がヴァーヴィル・スペリー M-1と呼ばれた。
- M-1A ：燃料搭載量を増加した改造型、16機が製造された。
- MAT (Messenger Aerial Torpedo)：飛行爆弾に改造された機体

## 性能・主要諸元（M-1）
- 乗員：1名[1]
- 全長：5.40 m[1]
- 全幅：6.09 m[1]
- 全高：2.05 m[1]
- 自重：282 kg[1]
- 全備重量：391 kg[1]
- 発動機：ローレンス L-4 空冷星型3気筒[1]
- 出力：60 hp[1] (45 kW)
- 最大速度：155.6 km/h[1]